# Curaco
Curaco (del mapudungun: "agua de piedra" o "piedra de agua"), es una localidad chilena ubicada a 11 km hacia el este de Collipulli en la Región de La Araucanía.
Se trata de un  caserío de alrededor de  170 personas que viven principalmente de la agricultura, ganadería, avicultura y silvicultura.
Alrededor de este poblado hay una gran cantidad de  fundos, en los cuales hay plantaciones principalmente de cereales, destacando el trigo. Además, existen plantaciones forestales de propiedad de Forestal Mininco.
El poblado, que se emplaza a escasos kilómetros del Río Malleco cuenta con una iglesia, un retén de carabineros, una copa de agua y un centro de salud rural. Antiguamente contaba con una escuela básica, pero debido a la falta de matrículas cerró en 2010.

## Historia

### Orígenes

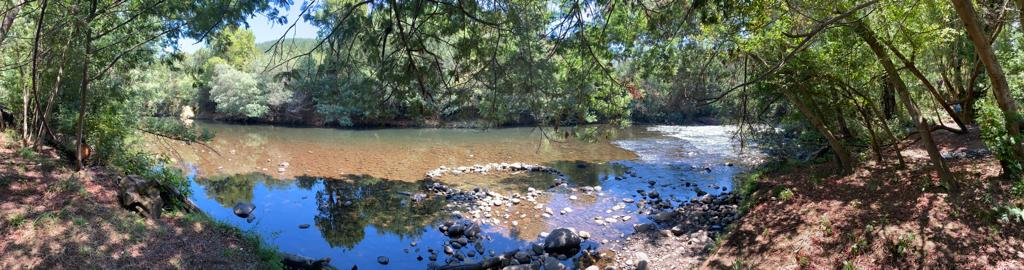
Panorámica de un vado del río Malleco cerca de Curaco

La zona donde se encuentra actualmente curaco formaba parte de las tierras históricamente controladas por el pueblo mapuche. Se encuentra al pie de las primeras estribaciones andinas,  controlado hacia 1860 por los Nagches, también conocidos como abajinos. Su importancia radica en la existencia de vados, que permitían el cruce seguro del río Mallecocreando así uno de los 2 pasos naturales que había por el sector y que eran la puerta de entrada al territorio de los wenteches o arribanos.
El cacique de la zona en esa tiempo era el lonco Coilla, que no sólo era amigable con los winka, sino que comerciaba con ellos y les ofrecía asilo y protección cuando se desplazaban por su territorio:

Los comerciantes que negociaban en el interior de la Araucanía corrieron grandes riesgos, y debido sólo a la protección de algunos caciques amigos y principalmente a la de Coilla, es que no fueron víctimas de los indios. Este cacique abajino, bastante respetado, reunió a su gente y se dispuso a combatir con los de su raza que pretendían impedirle la protección que daba a más de ochenta de esos comerciantes asilados en su casa y en la del cacique Nerrián y José Cid.
 Cornelio Saavedra Rodríguez

Dicho territorio se había mantenido autónomo a partir de los parlamentos alcanzados durante la denominada Guerra de Arauco contra la Monarquía Hispánica. Este estatus se mantuvo, aunque con altos y bajos, de manera sostenida desde el fin del periodo colonial hasta que el gobierno de Chile tomó la decisión de ocupar de forma definitiva la Araucanía  después de que el francés Orélie Antoine de Tounens, autodeclarado «rey de La Araucanía y de la Patagonia», mediante un decreto escrito por él mismo, el 17 de noviembre de 1860 proclamara el Reino de la Araucanía y estableciera los territorios de su «reino» bajo protección de Francia.

### Fortín Curaco

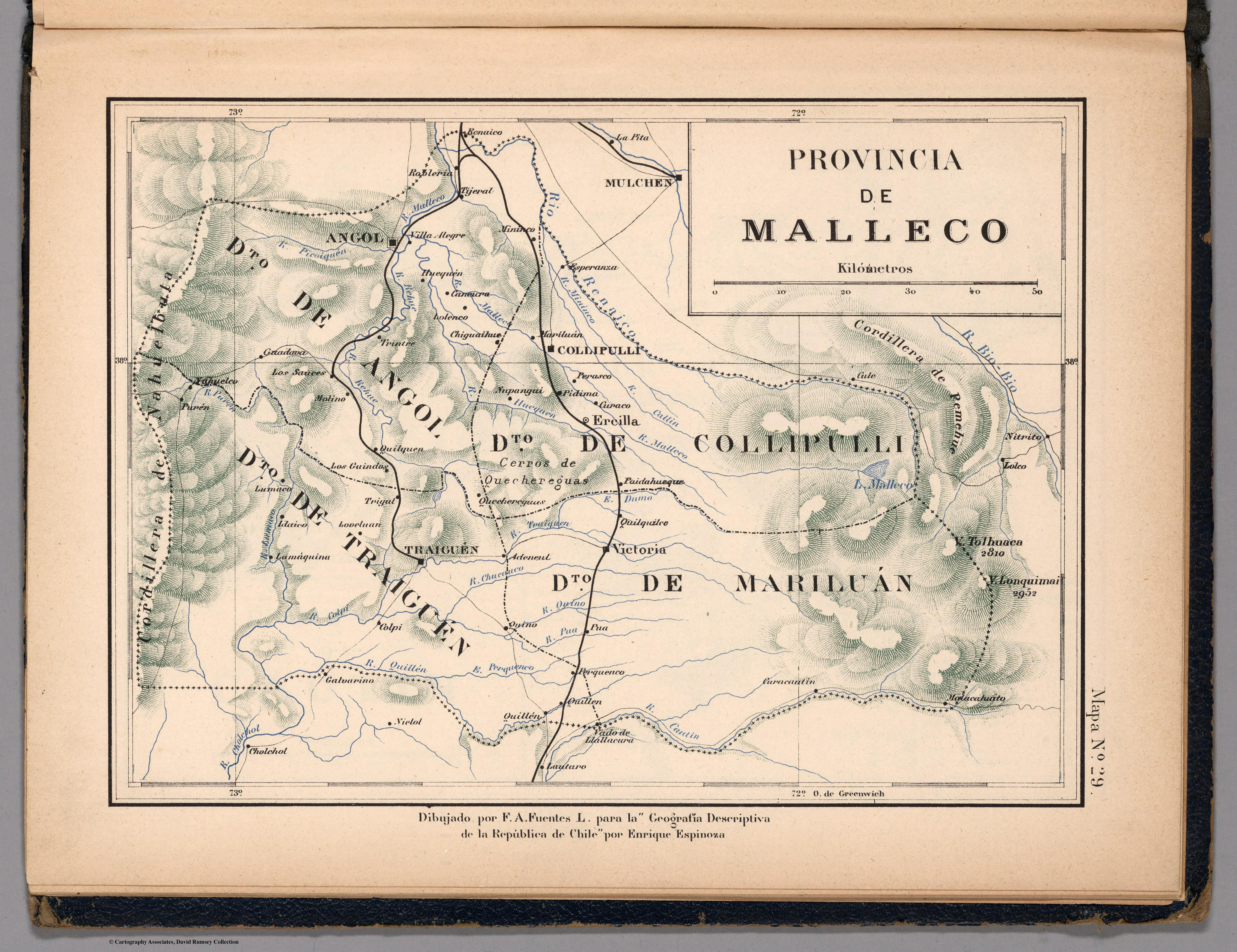
Mapa de 1885 mostrando a la provincia de malleco, nótese cómo curaco aparece como parte del sistema de fuertes de

El presidente Manuel Montt Torres contaba con un proyecto de pacificación para la avanzada chilena al sur de "La Frontera" —constituida en ese momento en el río Biobío—, plan que fue dejado de lado producto de la Revolución de 1859, pero que tras el incidente protagonizado por Orélie Antoine, y a petición del gobierno del presidente José Joaquín Pérez Mascayano, el entonces sargento mayor Cornelio Saavedra Rodríguez presentó su propio plan de pacificación, que finalmente fue aprobado dando inicio a la Ocupación de la Araucanía.
Es así que Saavedra, por decreto presidencial el 24 de octubre de 1861 es ascendido a teniente coronel del Ejército de Chile y nombrado intendente de la provincia de arauco, dando comienzo a su plan que en su inicio contaba con 3 puntos principales:

”1º, en avanzar la línea de frontera hasta el río malleco; 2º en subdividir i enajenar los terrenos del estado comprendidos entre el Malleco i el Biobío; i 3º en colonizar los más a propósito para este objeto”. (sic)
 Cornelio Saavedra Rodríguez sobre su plan de pacificación

El plan también contemplaba la construcción de un sistema de fuertes, fortines y pequeños poblados a un costado de las riveras del río Malleco. En julio de 1867 comienza la construcción del fortín Curaco (entre otros) por orden de Saavedra, tras la inutilización del paso sobre el Malleco que se encontraba allí. Este fuerte tendría por objeto vigilar dicho paso y proteger a los trabajadores ocupados en la labranza de madera y su transporte.
En un principio, el fortín no era más que pequeños recintos con ranchos pajizos, capaces de contener una guarnición de veinticinco hombres.

### Ataque de 1868
Tras el éxito de Saavedra y el avance de la línea hasta el Malleco, se cimentó la línea de fuertes que brindaban protección para las actividades de explotación maderera, permitiendo el avance de las tropas hacia el interior de Arauco siguiendo con el plan de ocupación.
Es justo decir que esto se logró gracias a grandes abusos contra los nativos que eran despojados sin más de sus tierras y pertenencias, en el mejor de los casos. Sin embargo, hubo loncos nagches que lograron llegar a acuerdos en los que vendieron sus tierras para evitar conflictos. Los wenteches veían con profundo malestar el avance de la línea del Malleco y estaban disgustados con los loncos nagches que les mentían sobre la venta de sus terrenos, para evitar exponerse a sus iras. Es así que en marzo de 1868 los wenteches al mando del lonco Quilapán y algunos nagches acordaron la rebelión y hacerle la guerra a los chilenos.
Durante la madrugada, a las 2:00 a. m. del 19 de noviembre de 1868 el fortín Curaco se vio rodeado y atacado por sorpresa por dos mil wenteches. En este momento el fortín curaco estaba bajo las órdenes del  subteniente Tristán Plaza, quien contaba con apenas 45 hombres:

"El 19 de noviembre último a las 2 horas A. M. los fuertes Collipulli, Perasco i Curaco fueron atacados por los  indios, que validos de la oscuridad de la noche, habían pasado el  malleco en gran número. [...]
Aquí debo hacer notar la heroica defensa hecha, por el fuerte Curaco, que por su posicion aislada i su corta guarnición, que solo se componía de 45 hombres, fué al que mas cargaron los enemigos. Esta pequeña guarnición estaba bajo las órdenes del  subteniente del batallón 3.° de línea don Tristan Plaza." (sic)
 Ministro de Guerra Francisco Echaurren en memoria de Guerra

La reyerta se extendió hasta bien entrada la mañana, fue encarnizada y cuerpo a cuerpo. En el combate participaron no sólo los soldados estacionados en el lugar, si no incluso los hombres, mujeres y niños que vivían en las cercanías. Se disparaba a quemarropa, y en los demás casos se defendían con su bayoneta:

"Mui satisfactorio me es, señor Jeneral, manifestar a US. la heroica defensa del fuerte de Curaco que se defendía con valentía, disparando solo a quema-ropa, habiendo quedado cinco enemigos muertos en la puerta casi del cuartel. El número de enemigos que ha quedado muerto i. fuera de combate es numeroso, según me lo anuncia el Mayor Ramírez, porque en todas direcciones han quedado regueros de sangre.[...]
En Curaco hai diez personas heridas, cinco hombres de la guarnición, tres mujeres i dos niños; de gravedad solo una mujer. [...] " (sic)
 Carta del Teniente Coronel Nicanor Silva Arraigada al General Jose Manuel Pinto Arias, 19 de Noviembre de 1868

Habiendo recibido aviso alrededor de las 6 de la mañana, parte un contingente de refuerzo desde Chiguaihue al mando del Sargento Mayor Eleuterio Ramírez del segundo batallón de línea, llegando a curaco a las 11 de la mañana, donde quedan de forma permanente 23 hombres, además de traer munición extra. El combate terminó dejando un saldo de 10 personas heridas y un número indeterminado de mapuches muertos.

### Final de la ocupación
Con el avance de la  ocupación de la Araucanía la línea de  frontera se internó más y más en el territorio. Esto permitió que se pudiera poblar la zona con chilenos y extranjeros winkas de acuerdo con el plan de ocupación. Se procedió con la enajenación y el remate de las parcelas de tierra que fueron arrebatadas de los mapuches. 
En julio de 1875 y mayo de 1878 se realizan remates de tierra que contemplaba 131.593 hectáreas, de las cuales, un porcentaje correspondía a parcelas de la zona de Curaco. Estos terrenos se entregaban con beneficios de venta traducidos en pagos sin interés a 50 años. Fue así que empezó a poblarse con winkas no sólo chilenos, sino que activamente se promovió la inmigración de extranjeros caucásicos europeos.
De igual forma en 1878, curaco aparece por primera vez referenciado como una entidad subnacional, específicamente como una subdelegación dentro del departamento de Angol.
La territorio prosperó a través de la explotación maderera, pero a partir de 1879 la agricultura empezó a ganar terreno, convirtiéndose en una zona eminentemente triguera, y la provincia de Malleco sería conocida como "El Granero de Chile" .
Con el estallido de la guerra del pacífico ese año, muchas de las tropas estacionadas en la araucanía fueron llamadas al nuevo frente en el norte, con lo cual se forman "escuadrones cívicos" que protegieran el territorio frente a nuevas sublevaciones mapuches, que aprovechando la situación, intentaban una vez más recuperar su territorio. En curaco, el escuadrón estaba conformado por 266 hombres, superando en número incluso al de Collipulli.
En 1881 ocurrió el último ataque registrado al fuerte curaco, el cual fue rechazado sin dificultad por la guarnición que allí estaba, causándole graves pérdidas a los atacantes, y hacia finales del año siguiente se logró avanzar hasta el Lago Villarrica y refundar la ciudad del mismo nombre, concluyendo la Ocupación de la Araucanía, después de más de trescientos años de conflictos.
El 22 de diciembre de 1891, se crea la comuna de Curaco, con el territorio de las Subdelegaciones 3.° La Esperanza, 4.° Ñanco y 5.° Curaco.

### SigloXXy actualidad
Con el comienzo del siglo XX se suprime la comuna mediante la ley N.º 2024 del 13 de septiembre de 1907, volviendo curaco a unirse a la comuna de Collipulli, situación que se mantiene actualmente. En 1935 se funda el primer retén de Carabineros de Chile en el poblado.
Hacia los años 90, con el advenimiento de la democracia comienza un nuevo conflicto en la Araucanía. El 1 de diciembre de 1997, en Lumaco, tres camiones fueron quemados por un grupo de mapuches desconocidos, motivados tras haber escuchado las transmisiones radiales internas de Carabineros de Chile en las cuales, supuestamente, se les refería peyorativamente. Este acto marca el inicio del llamado «conflicto mapuche».
Curaco ha sido escenario de diversos acontecimientos en el marco de dicho conflicto. Ejemplo de ello han sido los numerosos ataques incendiarios que han ocurrido en la zona, generalmente en la ruta R-49 que une curaco con collipulli, teniendo como objetivo generalmente camiones y campamentos de empresas forestales. En algunos casos los perpetradores han llegado inclusive a disparar contra brigadistas y carabineros que responden a los incendios provocados.
Al igual que los ataques incendiarios, también han ocurrido tomas de terrenos en los alrededores del poblado reivindicados como territorio ancestral mapuche. Tal es el caso de los fundos Santa Rosa y Curaco, que fueron tomados por la fuerza por parte de comuneros mapuche.
La gran mayoría de estos atentados han sido revindicados por la agrupación terrorista Coordinadora Arauco Malleco.
Un hecho de particular relevancia en el «conflicto mapuche» ocurrió en curaco el 18 de diciembre de 2016,cuando en medio de un operativo policial, personal de Carabineros de Chile detuvieron al joven mapuche Isaías Hernández Huentecol de 13 años, a quien tiraron al piso y apuntaron con sus armas. Frente a esto, Brandon Hernández Huantecol, hermano del primero y que  en ese entonces tenía 17 años, acudió en su ayuda. Los carabineros lo obligaron de igual forma a tenderse en el suelo, momento en el cual el sargento Christian Rivera Silva disparó sucesivamente su escopeta de perdigones contra Brandon, impactándole 140 perdigones, dejándolo en riesgo vital y provocándole una serie de lesiones, entre ellas, la fractura de su cadera. Cabe recalcar que ambos hermanos mapuches eran menores de edad y no se encontraban armados al momento del control.
Este episodio generó un repudio nacional por parte de todos los sectores políticos, el gobierno y diversas ONG, siendo una muestra de la escalada en la que se encuentra el conflicto, que aún persiste actualmente.

## Administración
La comunidad cuenta con la junta de vecinos "Mario Garbarini" que es la que administra los recursos asignados por la municipalidad de collipulli para los gastos y el mejoramiento del poblado. En 2020 le fue dado en comodato la sede vecinal para la reunión y desarrollo de actividades propias de la junta de vecinos.

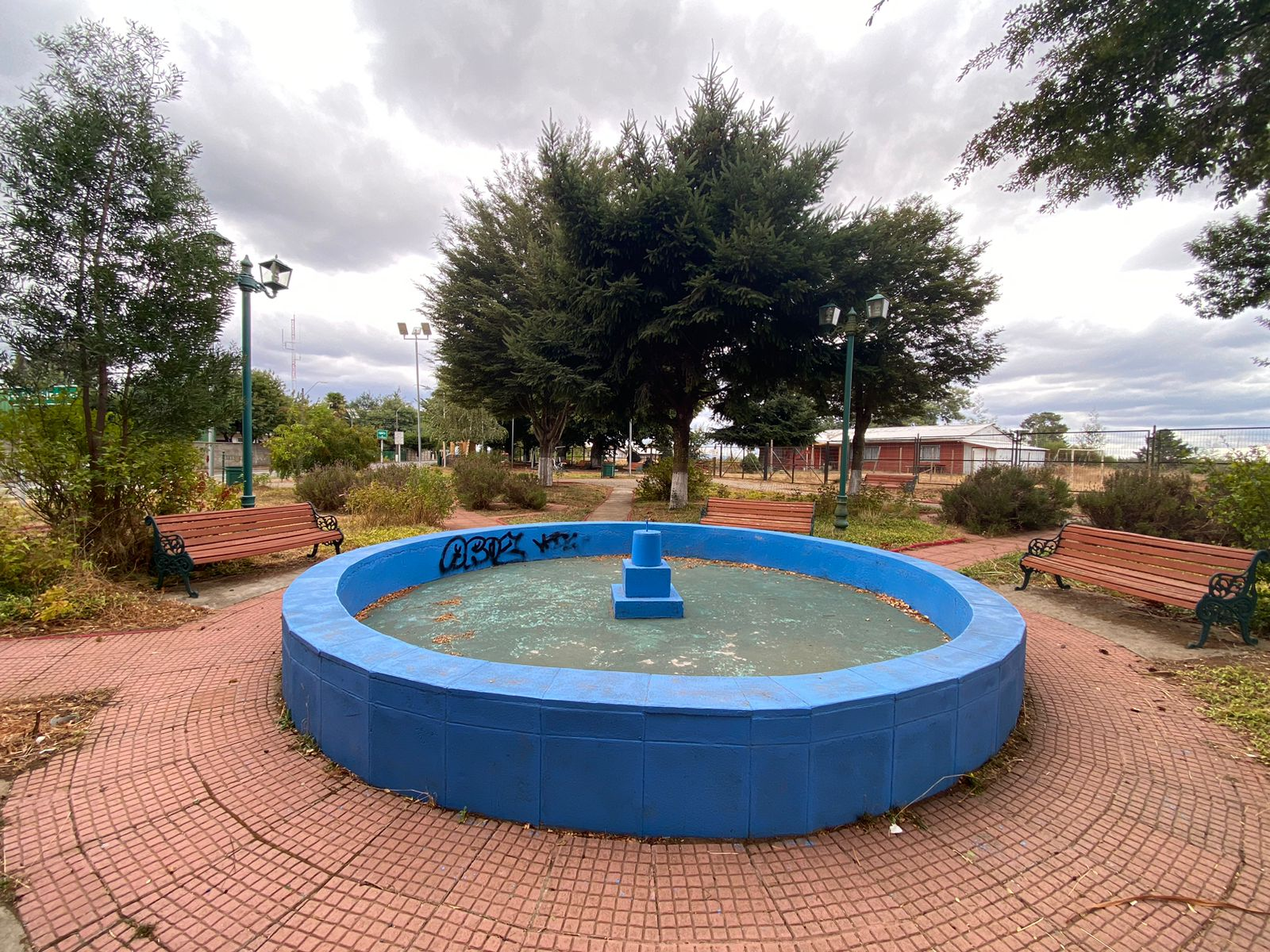
Vista de la plazoleta del poblado, en el fondo a la derecha se puede ver la sede de la Junta de Vecinos.

Esta se compone de un presidente, un vicepresidente, un secretario, un tesorero y un director. La última elección para el directorio de la junta de vecinos se realizó el 4 de junio de 2022, siendo electa presidenta Juana de la Cruz Zúñiga Villarroel.
Además de la junta de vecinos, curaco cuenta también con un comité de salud  para gestionar su centro de salud rural y un comité de agua potable para la administración de la copa de agua que surte a toda la comunidad.

## Demografía
Según los datos recolectados en el censo de 2017 realizado por el Instituto Nacional de Estadísticas, el poblado corresponde a un  caserío con una población de 170 habitantes, de los cuales 62 eran mujeres y 108 hombres. El número de viviendas corresponde a 79.

## Transporte
La principal y única vía de conexión terrestre es la ruta R-49, que une a Curaco con Collipulli, el centro urbano más cercano y grande de la comuna. Si se sigue el camino hacia el este se puede llegar a las termas de Pemehue.
En el año 2021, el alcalde de la comuna Manuel Macaya, anunció el inicio de la tramitación de un proyecto de construcción de una ciclovía que una Curaco con Collipulli, asegurando que ya se contaba con la asignación de fondos necesarios para su diseño. Sin embargo, hasta el momento el proyecto no se ha concretado.

## Medio Ambiente

### Energías Renovables
En octubre de 2018 fue aprobado el proyecto para la construcción del parque eólico «Malleco», ejecutado por la compañía WPD Chile, ubicado a 6 km del poblado. Cuenta con 77 aerogeneradores con una potencia nominal de 273 MW, contribuyendo así con la producción a gran escala de energías renovables en Chile.

## Deportes
En curaco se encuentra el Rancho Herdener, que posee pistas cerradas de carreras donde es posible practicar deportes extremos como Motocross, Pump track, BMX, Freestyle moto, entre otros.
En el 2022 este lugar fue una de las sedes de la Copa Araucanía de Motocross.